# 魏矼
魏矼（?—?），字邦達，和州曆陽（今安徽省和县）人。
唐代魏知古的後人。宣和三年（1121年）上舍及第。建炎元年（1127年）任常山县知县，歷官监察御史、殿中侍御史。官至侍御史。绍兴元年（1131年）任枢密院计议官。南宋時，魏矼是主战派，绍兴八年，金人遣使议和，由魏矼擔任馆伴使，魏矼卻反對議和。秦桧告訴他：“公以智料敌，桧以诚待敌。”魏矼回答：“相公固以诚待敌，第恐敌不以诚待相公耳！”最後秦檜改派吴表臣为馆伴使。魏矼上书曰：“愿审思天下治乱之机，酌之群情，择其经久可行者行之，其不可从者，以国人之意拒之，庶无后悔”，呼吁高宗抗敌。晚年授太平兴国宫提举。寓居常山黄冈永年寺僧舍，與了空和尚友好。

## 延伸阅读
[在维基数据编辑]
 《宋史·卷376》，出自脱脱《宋史》